# Roast Fish Collie Weed & Corn Bread
Roast Fish Collie Weed & Corn Bread est un album de reggae arrangé par Lee Scratch Perry.
Le backing band des Upsetters est composé pour cet album de :
- Voix: Full Experience
- Batterie: Mikey Boo Richards & Sly Dunbar
- Basse : Boris Gardiner
- Guitare : Earl Chinna Smith & Billy Boy & Geoffrey Chung
- Orgue: Winston Wright
- Percussions : Lee Perry & Scully Simms

## Listes des titres

### Version de 1978
| 1. | Soul Fire           |  |
| 2. | Throw Some Water In |  |
| 3. | Evil Tongues        |  |
| 4. | Curly Locks         |  |
| 5. | Ghetto Sidewalk     |  |

| 1. | Favourite Dish          |  |
| 2. | Big Neck Police         |  |
| 3. | Free Up The Weed        |  |
| 4. | MR. D.J. Man            |  |
| 5. | Roast Fish & Corn Bread |  |

### Version de 1992
| No  | Titre                    | Durée |
| --- | ------------------------ | ----- |
| 1.  | Soul Fire                |       |
| 2.  | Throw Some Water In      |       |
| 3.  | Evil Tongues             |       |
| 4.  | Curly Locks              |       |
| 5.  | Ghetto Sidewalk          |       |
| 6.  | Favorite Dish            |       |
| 7.  | Free Up The Weed         |       |
| 8.  | Big Neck Police          |       |
| 9.  | Yu Squeeze Ma Panhandle  |       |
| 10. | Roast Fish And Cornbread |       |